# Trichophthalma regina
Trichophthalma regina är en tvåvingeart som beskrevs av Paramonov 1953. Trichophthalma regina ingår i släktet Trichophthalma och familjen Nemestrinidae. Inga underarter finns listade i Catalogue of Life.